# Sigibert I.
Sigibert I. (535/536 – 575) byl franský král z rodu Merovejců vládnoucí v letech 561–575. Jeho otcem byl král Chlothar I., matkou Ingunda.
Sigibert dostal při dělení království po smrti Chlothara I. do správy severovýchodní kraje v Austrasii, později své panství dále rozšiřoval. Vzhledem k útokům Avarů, které v roce 562 a 568 odrazil, přemístil hlavní město z Remeše do Met. Roku 571 uzavřel spojenectví s Byzancí, které bylo zaměřeno proti Langobardům. Sám byl roku 575 zabit na příkaz Fredegundy, manželky svého mladšího bratra Chilpericha I.
| „                | Když pak přišel na dvůr, jehož jméno je Vitry, shromáždilo se okolo něj všechno vojsko, vyzdvihlo jej na štítě a ustanovilo jej za svého krále. Tu však pod záminkou, jako by chtěli něco navrhnout, se k němu protlačili dva královnou Fredegundou svedení sluhové a velkými, jedem napuštěnými noži, kterým se lidově říka scramasaxy, mu poranili oba boky. Sigibert vykřikl, zhroutil se a zakrátko vydechl naposledy. | “ |
| — Řehoř z Toursu | |   |

 Kromě syna Childeberta II. měl ještě dvě dcery, Ingundu a Chlodosindu.